# Diplochasma monchaeta
Diplochasma monchaeta är en tvåvingeart som först beskrevs av Friedrich Georg Hendel 1909.  Diplochasma monchaeta ingår i släktet Diplochasma och familjen lövflugor. Inga underarter finns listade i Catalogue of Life.